# ショーン・マコーマック

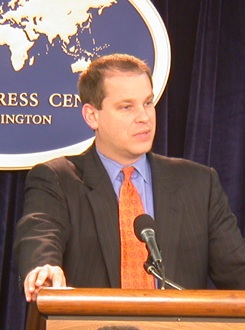
ショーン・マコーマック

ショーン・イアン・マコーマック（Sean Ian McCormack、1964年 - ）は、アメリカ合衆国の外交官。

## 生涯
1986年、マコーマックはコルビー大学を卒業し、経済学の学士号を取得した。マコーマックは1990年にメリーランド大学カレッジパーク校で国際関係論の修士号を取得した。その後マコーマックは、軍縮や核不拡散に関する問題を扱うメリディアン社に、アナリストとして入社した。
1995年、マコーマックは国務省外交部に入省した。マコーマックは1996年から1998年までトルコのアンカラにある合衆国大使館で勤務し、ペルシャ語を話せる職員として領事課に配属された。
マコーマックは1998年から1999年までアルジェリアのアルジェにある合衆国大使館に勤務し、経済報告および領事刊行物に関する職務を任された。マコーマックは1999年に国務省オペレーションセンターに務め、その後、事務管理職となった。マコーマックは2001年に国家安全保障会議のスタッフに選任され、ホワイトハウスに派遣された。マコーマックは大統領特別補佐官、国家安全保障会議報道官、ホワイトハウス副報道官を務めた。
2005年2月、マコーマックは国務省に復帰し、広報担当国務次官補および国務省報道官に就任した。2009年1月20日まで務めた。